# Coondina Pool
Der Coondina Pool ist ein See im Nordwesten des australischen Bundesstaates Western Australia.
Der See liegt im Verlauf des Shaw River.